# Zemianska Olča
Zemianska Olča (em húngaro: Nemesócsa) é um município da Eslováquia, situado no distrito de Komárno, na região de Nitra. Tem 27,94 km² de área e sua população em 2018 foi estimada em 2.318 habitantes.

## Demografia
| Ano:        | 1994 | 2004   | 2014   | 2024   |
| ----------- | ---- | ------ | ------ | ------ |
| Broj ljudi: | 2614 | 2598   | 2362   | 2248   |
| Razlika:    |      | -0,61% | -9,08% | -4,82% |

| Ano:               | 2023 | 2024   |
| ------------------ | ---- | ------ |
| Número de pessoas: | 2257 | 2248   |
| Diferença:         |      | -0,39% |